# Areiópolis

Areiópolis este un oraș în São Paulo (SP), Brazilia. 